# Derewjana
Derewjana (ukr. Дерев'яна) – wieś na Ukrainie, w obwodzie kijowskim, w rejonie obuchowskim, w hromadzie Obuchów. W 2001 liczyła 533 mieszkańców, wśród których 512 wskazało jako ojczysty język ukraiński, 20 rosyjski, a 1 ormiański.